# Tereticepheus undulatus
Tereticepheus undulatus är en kvalsterart som först beskrevs av Rainer Willmann 1939.  Tereticepheus undulatus ingår i släktet Tereticepheus och familjen Cepheidae. Inga underarter finns listade i Catalogue of Life.